# Буттапьетра
Буттапьетра (итал. Buttapietra) — коммуна в Италии, располагается в провинции Верона области Венеция.
Население составляет 6195 человек (на 2004 г.), плотность населения составляет 341 чел./км². Занимает площадь 17,19 км². Почтовый индекс — 37060. Телефонный код — 045.
В коммуне собо почитаем святой и животворящий Крест Господний. Праздник ежегодно празднуется 19 сентября.

## Города-побратимы
- Бизенти, Италия